# 夷之战
夷之战，發生於前487年（周敬王三十三年、鲁哀公八年、吴王夫差九年），吴王夫差率军攻打鲁国，至夷地（今山东省平邑县、泗水县之间）的作战。
前488年，鲁国季康子攻打邾国，俘虏邾隐公。吴国为援救邾国，准备攻打鲁国。吴王夫差询问鲁国流亡来的叔孙辄、公山不狃。叔孙辄认为鲁国有名无实，支持伐鲁。公山不狃对叔孙辄说。公山不狃认为自己在鲁国没有尽到臣下责任，现在为吴国效力，不应该因为有所怨恨而祸害乡土。公山不狃对吴王说，鲁国平时没有可靠的盟国，但危急的时候，晋国和齐国、楚国会帮助它。鲁国是齐国和晋国的嘴唇，唇亡齿寒。
前487年三月，吴国攻打鲁国，公山不狃领兵先行，故意从险路进军，经过武城（今山东省费县西南）。之前，有武城人在边境上种地，拘捕了浸泡菅草的鄫国人，责备他把水弄脏。吴军北伐，被拘捕的鄫人领着吴军攻下了武城。王犯曾经做过武城宰，澹台灭明的父亲和王犯交好，鲁国的人们害怕。吴军攻下东阳（今山东省费县西南）后，驻扎在五梧。次日，驻扎在蚕室。公宾庚、公甲叔子和吴军在夷地作战，吴军俘虏了公甲叔子和析朱鉏，把死俘献给吴王。翌日，吴军在庚宗，就在泗水边上驻扎。微虎想要夜袭吴王，让他的私兵七百人在帐幕外，挑选了三百人，包括有若。出发到达稷门之内，有人对季康子说：“这样不足危害吴国，反而让鲁国许多杰出人物送命。”季康子就下令停止。吴王听说，一晚上迁移了三次住处。
鲁、吴两国要讲和立约。子服景伯说：“楚国包围宋国，宋国易子而食，劈开尸骨烧饭，尚未订立城下之盟。我们还不到那种地步，吴国离本土很远，不能持久。”鲁哀公不听，子服景伯背着盟书，到莱门。鲁国请求把子服景伯留在吴国，吴王夫差答应了，鲁国又要求用王子姑曹相抵押，结果是双方停止交换人质。吴国订立了盟约，然后回国。